# Roszczep
Roszczep – wieś w Polsce położona w województwie mazowieckim, w powiecie wołomińskim, w gminie Klembów. Ma status sołectwa.
Prywatna wieś szlachecka położona była w drugiej połowie XVI wieku w powiecie kamienieckim ziemi nurskiej województwa mazowieckiego. W latach 1975–1998 miejscowość administracyjnie należała do województwa ostrołęckiego.
Przebiega tędy fragment Drogi Wojewódzkiej nr 636.
Znajduje się tu jednostka Ochotniczej Straży Pożarnej przy Roszczep 57A.
Jest też lądowisko dla samolotów. Lądowisko jest kontrowersyjne wśród mieszkańców okolicznych domów. Oskarżeniami są m.in. niskie przeloty, duży hałas i wzmożony ruch powietrzny, możliwość wypadku w związku z obiektem. Sprawa została poruszona w programie telewizyjnym Sprawa dla Reportera w TVP1.
We wsi realizowane były zdjęcia do dwóch polskich komedii: Kogel-mogel (1988) oraz Galimatias, czyli kogel-mogel II (1989), gdzie wieś nosiła nazwę Grabowo.
Wierni kościoła rzymskokatolickiego należą do parafii Świętych Apostołów Piotra i Pawła w Woli Rasztowskiej.